# André Poplimont
André Georges Poplimont (* 18. April 1893 in Antwerpen; † 27. Februar 1973 in Brüssel) war ein belgischer Eishockeyspieler und Fechter. 

## Karriere
André Poplimont nahm für die belgische Eishockeynationalmannschaft an den Olympischen Winterspielen 1924 in Chamonix teil. Mit seiner Mannschaft belegte er den siebten und somit letzten Platz. Er selbst kam zu drei Einsätzen und erzielte dabei zwei Tore. Bei den Olympischen Sommerspielen 1932 in Los Angeles trat er für Belgien sowohl im Einzel-, als auch im Mannschaftswettbewerb im Fechten an. 